# Sanoma
Sanoma (statutaire naam Sanoma Oyj) is een Fins uitgeverijconcern. Het bedrijf is genoteerd aan de effectenbeurs van Helsinki. De naam "Sanoma" betekent "bericht" in het Fins.

## Activiteiten
Het bedrijf behaalde in 2023 een omzet van € 1,4 miljard met ruim 5000 medewerkers.
Er zijn twee bedrijfsonderdelen:
- Learning, een brede reeks van onderwijshulpmiddelen met een omzet van € 0,8 miljard. Nederland is een belangrijke markt, hier wordt meer dan een kwart van de omzet behaald;
- Media Finland, diverse mediabedrijven met kranten, televisie, radio, tijdschriften, etc, zowel in druk als digitaal. Dit onderdeel behaalde in 2023 een omzet van € 0,6 miljard.

Learning heeft hogere winstmarges dan Media Finland.

## Geschiedenis
Het bedrijf werd actief in 1889 met de oprichting van de krant Päivälehti in Finland. In 1904 werd de bedrijfsnaam Sanoma geïntroduceerd voor de uitgeverij. Het bedrijf bleef actief als uitgever van drukwerk, maar in 1981 werd de eerste stap gezet naar de televisie met de overname van Helsinki Televisio Oy. In 1999 werd het actief met boeken voor het onderwijs met de acquisitie van Werner Söderström.
In 2001 werd het actief in Nederland met de overname van  de VNU Consumer Information Group, waarin VNU Tijdschriften en Ilse Media waren ondergebracht. Sanoma betaalde € 1,25 miljard aan VNU. Het kocht Malmberg in Nederland en Van In in België in 2004. In 2011 volgde in Nederland en België de koop van de televisiebelangen van SBS, dit was een transactie met partner Talpa Holding, die een derde van de aandelen kreeg, terwijl Sanoma de overige 67% verkreeg. Na zes jaar, in 2017, nam Sanoma weer afscheid van SBS.
In 2019 telde Sanoma wereldwijd zo'n 4000 werknemers en een omzet van circa € 0,9 miljard. Het was toen voornamelijk actief in Finland, circa 55% van de totale jaaromzet, en het heeft ook een activiteit onder de naam Sanoma Learning gericht op onderwijs. Deze activiteit vertegenwoordigt de resterende 45% van de totale omzet. Deze laatste activiteit levert wel een grote bijdrage aan het bedrijfsresultaat. In dat jaar besloot Sanoma de publiekstijdschriften te verkopen en de focus te verleggen naar de onderwijsmarkt.
Van Sanoma Media België werd in 2018 de vrouwenmerkenportfolio verkocht. Het pakket bestaat uit de merken Libelle, Femmes d'Aujourd'hui, Flair, Feeling & Gael, La Maison Victor, SheDeals, Loving You, Zappy, Communiekrant en Kids Only en daarnaast de websites, line extensions en sociale mediakanalen van deze titels. De activiteiten hebben een omzet van € 78 miljoen. De koper, Roularta Media Group (RMG), heeft daar € 34 miljoen voor betaald.
Per 1 april 2019 is het belang in Mood for Magazines afgestoten, uitgever van LINDA. magazine aan Linda de Mol, oprichter en minderheidsaandeelhouder van Mood for Tijdschriften en Talpa. De netto-omzet in 2018 was € 27 miljoen.
Sanoma Learning is eigenaar van uitgeverij Malmberg, een educatieve uitgever die papieren en digitale leermiddelen aanbiedt. In 2019 werden diverse belangen gekocht op het onderwijsgebied waaronder de overname van Iddink, Iddink is eigenaar van Magister, een van digitaal platforms voor leren en schooladministratie. Iddink is actief in Nederland, België en Spanje en biedt werk aan 300 mensen, waarvan zo'n 50%
werkt in edtech. De netto-omzet in 2018 was € 142 miljoen. Ander bedrijven die overgenomen werden zijn Essener, Clickedu en Itslearning met een gezamenlijke jaaromzet van zo'n 35 miljoen euro.
De business unit Sanoma Media Nederland werd verkocht aan DPG Media. De netto-omzet in 2019 bedroeg € 368 miljoen. Alle 900 arbeidsplaatsen zijn overgegaan naar de nieuwe eigenaar. De overname is op 20 april 2020 geëffectueerd. Sanoma ontving € 460 miljoen voor deze activiteiten.